# الأضية
الأضية مدينة بولاية غرب كردفان في السودان تقع على ارتفاع 530 متر ( 1.148 قدم) فوق سطح البحر وتبعد عن العاصمة الخرطوم 611 كيلومتر (379.37 ميل) وعن مدينة الأبيض (مدينة) 253 كيلومتر (156 ميل) تعتبر سلة غذاء المنطقة الغربية من الولاية لوفرة المحاصيل الزراعية بما فيها الخضروات بأنواعها المختلفة.

## الموقع
تقع الأضية وتلقب بالأضية زكريا في غرب كردفان بين خط الطول 12°3'0" درجة شمالا وخط العرض 28°16'60" درجة شرقا

## التضاريس
تحيط بها تلال من الكثبان الرملية بها عدد كبير من الآبارالجوفية.

## الاقتصاد
يتميز اقتصاد الأضية بتنوعه، فإلي جانب القطاع الزراعي الذي يشمل زراعة الحبوب  سورغم والدخن وإنتاج الخضروات وغيرها من المحاصيل البستانية يقع داخل أراضي الأضية حقل الزرقة أم حديد النفطي الذى ينتج حوالي 12 ألف برميل في اليوم. 
وتمثل المدينة الممول الرئيسي لأغلب محليات السودان الولاية بالطاقة والغذاء.

## السكان
تقطنها المدينة عدة قبائل سودانية مختلفة من بينها المعاليا وقبيلة الحمر والمسيرية. 